# Den nakna pistolen 2½: Doften av rädsla
Den nakna pistolen 2½: Doften av rädsla är en amerikansk komedifilm från 1991, regisserad av David Zucker. Filmen är baserad på TV-serien Police Squad! och är uppföljaren till Den nakna pistolen från 1988 och föregångaren till Nakna pistolen 33⅓: Den slutgiltiga förolämpningen från 1994.

## Handling
Den klumpige polisen Frank Drebin (Leslie Nielsen) lyckas på något sätt alltid lösa sina fall trots att han väldigt sällan har någon koll på vad han sysslar med. Detta är den andra filmen om Frank Drebin och hans kollegor, den otursförföljde Nordberg (O.J. Simpson) och polischefen Ed (George Kennedy) .

## Medverkande
- Leslie Nielsen - Lieutenant Frank Drebin
- Priscilla Presley -  Jane Spencer
- George Kennedy - Captain Ed Hocken
- O.J. Simpson - Nordberg
- Robert Goulet - Quentin Hapsburg
- Richard Griffiths -  Dr. Albert S. Meinheimer/Earl Hacker
- Jacqueline Brookes -  Commissioner Anabell Brumford
- Anthony James -  Hector Savage
- Lloyd Bochner - Terence Baggett
- Tim O'Connor - Donald Fenswick
- Peter Mark Richman - Arthur Dunwell
- Ed Williams - Ted Olsen
- John Roarke - President George Bush
- Margery Ross - First Lady Barbara Bush
- Peter Van Norden - Personalchef John Sununu
- Gail Neely - Winnie Mandela
- Colleen Fitzpatrick - Sångare på Blue Note Club
- Sally Rosenblatt - Mrs. Redmond
- Alexander Folk - Crackhouse Cop
- "Weird Al" Yankovic - Police Station Thug
- Jose Gonzales-Gonzales - Mariachi
- Larry McCormick - TV Reporter
- Cliff Bemis - Barbecue Dad
- D.D. Howard - Barbecue Mom
- William Woodson - Hexagon Oil Commercial Announcer
- Mel Tormé - sig själv
- Arshdeep Singh - Hannah Montana
- Zsa Zsa Gabor - sig själv
- Nathaniel Tibbs - Spec ops Soulja
- Kyle Mountjoy - Eddie Murphy